# Медовець оливковий
Медо́вець оливковий (Lichmera argentauris) — вид горобцеподібних птахів родини медолюбових (Meliphagidae). Ендемік Індонезії.

## Поширення і екологія
Оливкові медовці мешкають на Молуккських островах та на островах Західного Папуа. Живуть в чагарникових заростях, садах та на плантаціях.